# Shōta Kikuchi
Shōta Kikuchi (japanisch 菊池 将太 Kikuchi Shōta; * 14. Mai 1993 in Konosu) ist ein japanischer Fußballspieler.

## Karriere
Kikuchi erlernte das Fußballspielen in der Schulmannschaft der Urawa Higashi High School und der Universitätsmannschaft der Komazawa-Universität. Seinen ersten Vertrag unterschrieb er 2016 beim Iwaki FC. Für den Verein absolvierte er 20 Ligaspiele. 2019 wechselte er zum Drittligisten Iwate Grulla Morioka. Für den Verein absolvierte er 23 Ligaspiele. 2020 wechselte er zum Tokyo United FC.